# Draguignan
Draguignan (okc. Draguinhan) je francouzská obec v departementu Var v regionu Provence-Alpes-Côte d'Azur. V roce 2012 zde žilo 37 476 obyvatel. Je centrem arrondissementu Draguignan.
Od 1800 do 1974 byla Draguignan prefektura departementu Var.